# Ђинестрела (Болоња)
Ђинестрела (итал. Ginestrella) је насеље у Италији у округу Болоња, региону Емилија-Ромања.
Према процени из 2011. у насељу је живело 67 становника. Насеље се налази на надморској висини од 697 м.